# Falanto

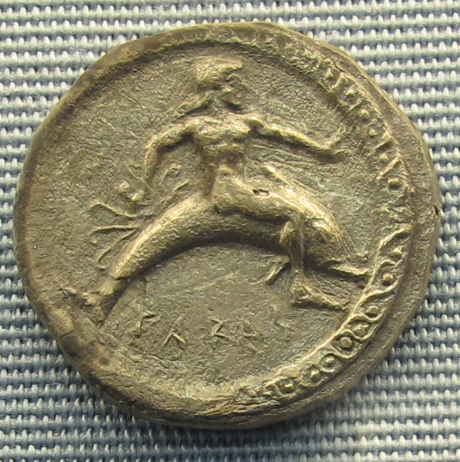
Falanto che cavalca un delfino, rappresentazione in rilievo su una Didracma (500-473 d.C. circa; conservata presso la sezione numismatica della Residenza di Monaco di Baviera).

Falanto (in greco antico: Φάλανθος?; in latino Phalantus) è una figura della mitologia greca, ecista dei coloni Parteni provenienti da Sparta, marito di Etra.
Figlio di Arato, secondo la leggenda la sua figura è fortemente legata alla città di Taranto, in quanto Falanto sarebbe il fondatore effettivo dell'antica colonia greca.
Il mito di fondazione di Taranto ad opera di Falanto, è rappresentato nel Borgo Antico della città su un pannello ceramico realizzato nel 2005 dall'artista Silvana Galeone, su idea e progettazione del Centro Culturale Filonide.

## Il mito
Racconta Strabone nella sua Geografia, come Sparta rischiasse di non avere più una giovane generazione di guerrieri a causa della lontananza degli uomini dalla città, per via delle lunghe guerre messeniche in cui Sparta era contrapposta alla vicina Messenia, vincolati da un solenne giuramento di non fare ritorno a casa prima di aver conquistato la città e i terreni che le appartenevano. Per risolvere il problema della natalità, gli Spartiati acconsentirono affinché i Perieci, potessero unirsi alle vergini Spartane per procreare. Inoltre, come raccontato da Eforo le vergini spartane generarono figli con giovani guerrieri Spartani richiamati appositamente in patria durante le suddette guerre Messeniche. (Eforo, fr. 216 Jacoby, apudStrabo., VI, 3,3).
Ma i nuovi nati, detti poi Partheni, nonostante addestrati come guerrieri, non poterono alla fine delle guerre godere di tutti i diritti garantiti nella poleis, come quello di ereditare un pezzo di terra sottratto ai Messeni.
Giunse quindi il momento in cui i Partheni, guidati da Falanto, organizzarono una sommossa insieme agli schiavi, per ottenere dall'aristocrazia i diritti loro negati: la sommossa fallì e i rivoltosi, non potendo essere condannati a morte al pari degli schiavi, furono obbligati a lasciare la città alla ricerca di nuove terre.
Prima di partire, Falanto consultò l'Oracolo di Delfi alla ricerca di un responso circa il proprio futuro. L'oracolo di Apollo, tramite la Pizia, così sentenziò:

«Vi concedo di abitare Saturo e siate la rovina degli Iapigi».
Falanto chiese anche un segno con cui capire quando sarebbe giunto il momento opportuno, e l'oracolo sentenziò:

«Quando vedrai piovere dal ciel sereno, conquisterai territorio e città».
Dopo aver affrontato un naufragio e raggiunte le terre degli Iapigi, presero possesso del promontorio di Saturo.
Venne un giorno in cui le ambizioni e le delusioni di Falanto lo videro sedere per terra con il capo poggiato sulle ginocchia della moglie, la quale stanca e scoraggiata, cominciò a piangere e a bagnarlo con le sue lacrime. Ma il nome della moglie Etra (in greco antico Αἴθρα) ha proprio il significato di "cielo sereno", per cui Falanto, ricordandosi dell'oracolo, ritenne giunto il momento di fondare una città: guidando i suoi uomini verso l'entroterra fondò così Taranto, richiamandosi all'eroe greco-iapigio del luogo chiamato Taras.
Mentre gli indigeni riparavano a Brindisi, Falanto poté finalmente costituire in Italia una colonia lacedemone, retta dalle leggi di Licurgo.
In seguito a contrasti con i concittadini (per seditionem), Falanto venne scacciato con ingratitudine da Taranto e si rifugiò a Brindisi, proprio presso gli Iapigi che aveva sconfitto. In quel luogo morì e ricevette un'onorata sepoltura dai suoi ex nemici.
Sul letto di morte, tuttavia, Falanto volle far del bene ai suoi ingrati concittadini: convinse i brindisini a spargere le sue ceneri nell'agorà di Taranto, perché così facendo si sarebbero assicurati la conquista della città. In realtà, l'oracolo aveva predetto a Falanto che Taranto sarebbe rimasta inviolata se le sue ceneri fossero rimaste entro le mura. Così Falanto, ingannando i brindisini, fece un favore ai tarantini che da allora gli resero l'omaggio dovuto ad un ecista.